# 倒缨木属
倒缨木属（学名：Paravallaris）是夹竹桃科下的一个属，为灌木或小乔木植物。该属共有3种，分布于越南、老挝、柬埔寨。